# Svanskappa
Svanskappa är ett remtyg som vid ridning eller körning läggs runt hästens svans och fästs vid sadeln eller selen för att hålla denna på plats så att den inte glider framåt. Inom ridning används svanskappa mest på unga hästar och när man rider i svår terräng. Vid brukskörning används den även för att hjälpa hästen att bromsa draglasten vid utförskörning. Inom travsport finns det en bestämmelse om att svanskappa, eller ryggstycke som det kallas på travsportspråk, skall användas som en säkerhetsåtgärd.
Det är dessutom benämningen på ett tranportskydd för hästens svans.